# WTA-seizoen 2007

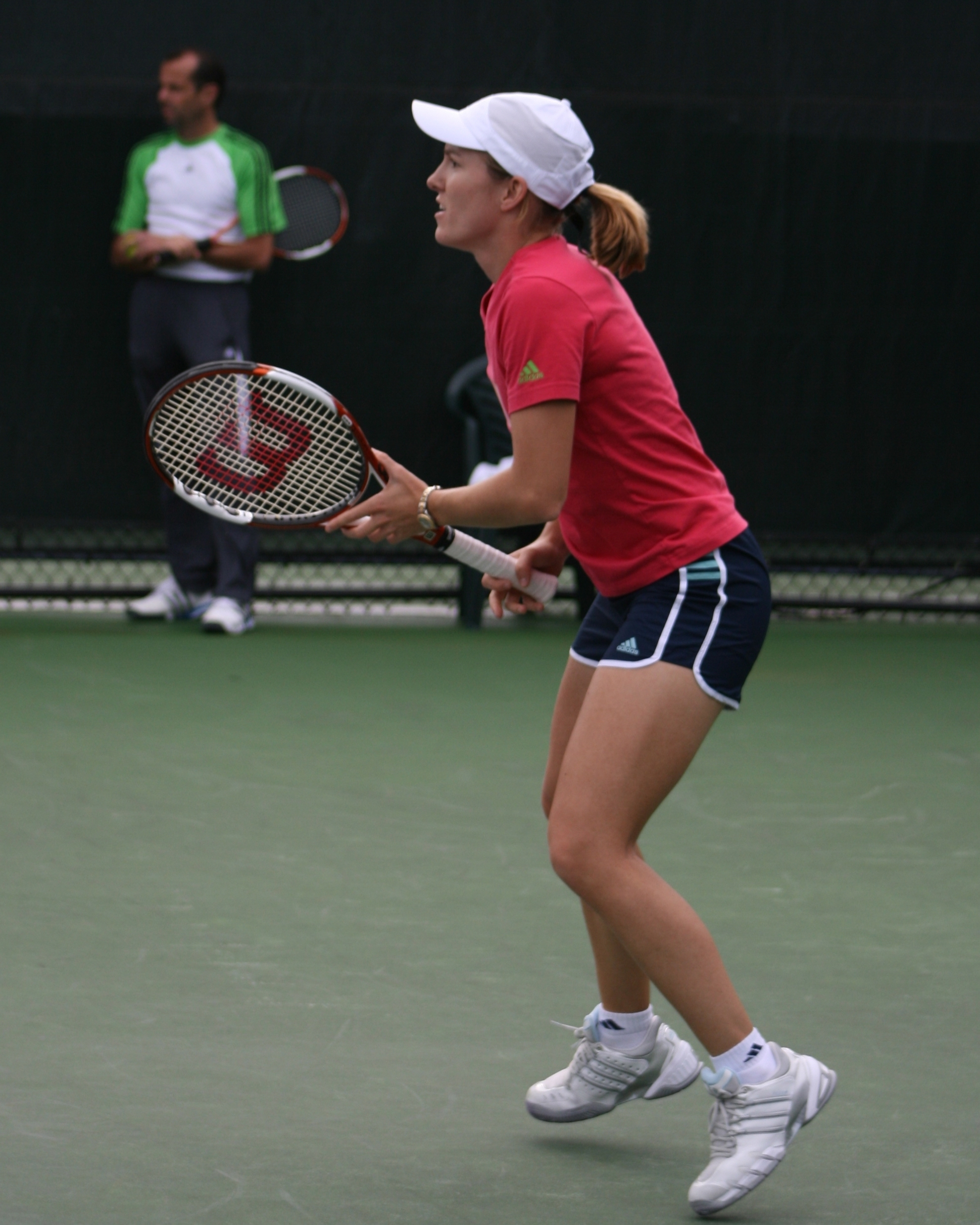
Justine Henin won in 2007 de meeste enkelspeltitels (10)

De WTA organiseerde in het seizoen 2007 de volgende tennistoernooien.

## Enkelspel
| Datum      | Plaats             | Cat.     | ($)       | Ondergrond        | Winnares                | Verliezend finaliste | Uitslag       |         |
| ---------- | ------------------ | -------- | --------- | ----------------- | ----------------------- | -------------------- | ------------- | ------- |
| 2006-12-31 | Gold Coast         | Tier III | 175.000   | Hardcourt, buiten | Dinara Safina           | Martina Hingis       | 6-3, 3-6, 7-5 | details |
| 2007-01-01 | Auckland           | Tier IV  | 145.000   | Hardcourt, buiten | Jelena Janković         | Vera Zvonarjova      | 7-6, 5-7, 6-3 | details |
| 2007-01-07 | Hobart             | Tier IV  | 170.000   | Hardcourt, buiten | Anna Tsjakvetadze       | Vasilisa Bardina     | 6-3, 7-6      | details |
| 2007-01-07 | Sydney             | Tier II  | 600.000   | Hardcourt, buiten | Kim Clijsters           | Jelena Janković      | 4-6, 7-6, 6-4 | details |
| 2007-01-15 | Australian Open    | G. Slam  | 6.737.973 | Hardcourt, buiten | Serena Williams         | Maria Sjarapova      | 6-1, 6-2      | details |
| 2007-01-29 | Tokio              | Tier I   | 1.340.000 | Tapijt, binnen    | Martina Hingis          | Ana Ivanović         | 6-4, 6-2      | details |
| 2007-02-05 | Parijs             | Tier II  | 600.000   | Tapijt, binnen    | Nadja Petrova           | Lucie Šafářová       | 4-6, 6-1, 6-4 | details |
| 2007-02-05 | Pattaya            | Tier IV  | 170.000   | Hardcourt, buiten | Sybille Bammer          | Gisela Dulko         | 7-5, 3-6, 7-5 | details |
| 2007-02-12 | Antwerpen          | Tier II  | 600.000   | Tapijt, binnen    | Amélie Mauresmo         | Kim Clijsters        | 6-4, 7-6      | details |
| 2007-02-12 | Bangalore          | Tier III | 175.000   | Hardcourt, buiten | Jaroslava Sjvedova      | Mara Santangelo      | 6-4, 6-4      | details |
| 2007-02-19 | Bogota             | Tier III | 175.000   | Gravel, buiten    | Roberta Vinci           | Tathiana Garbin      | 6-7, 6-4, 0-3 | details |
| 2007-02-19 | Dubai              | Tier II  | 1.500.000 | Hardcourt, buiten | Justine Henin           | Amélie Mauresmo      | 6-4, 7-5      | details |
| 2007-02-19 | Memphis            | Tier III | 175.000   | Hardcourt, binnen | Venus Williams          | Shahar Peer          | 6-1, 6-1      | details |
| 2007-02-26 | Acapulco           | Tier III | 180.000   | Gravel, buiten    | Émilie Loit             | Flavia Pennetta      | 7-6, 6-4      | details |
| 2007-02-26 | Doha               | Tier II  | 1.340.000 | Hardcourt, buiten | Justine Henin           | Svetlana Koeznetsova | 6-4, 6-2      | details |
| 2007-03-07 | Indian Wells       | Tier I   | 2.100.000 | Hardcourt, buiten | Daniela Hantuchová      | Svetlana Koeznetsova | 6-3, 6-4      | details |
| 2007-03-21 | Miami              | Tier I   | 3.450.000 | Hardcourt, buiten | Serena Williams         | Justine Henin        | 0-6, 7-5, 6-3 | details |
| 2007-04-02 | Amelia Island      | Tier II  | 600.000   | Gravel, buiten    | Tatiana Golovin         | Nadja Petrova        | 6-2, 6-1      | details |
| 2007-04-09 | Charleston         | Tier I   | 1.340.000 | Gravel, buiten    | Jelena Janković         | Dinara Safina        | 6-2, 6-2      | details |
| 2007-04-23 | Boedapest          | Tier III | 175.000   | Gravel, buiten    | Gisela Dulko            | Sorana Cîrstea       | 6-7, 6-2, 6-2 | details |
| 2007-04-30 | Estoril            | Tier IV  | 145.000   | Gravel, buiten    | Gréta Arn               | Viktoryja Azarenka   | 2-6, 6-1, 7-6 | details |
| 2007-04-30 | Warschau           | Tier II  | 600.000   | Gravel, buiten    | Justine Henin           | Aljona Bondarenko    | 6-1, 6-3      | details |
| 2007-05-07 | Berlijn            | Tier I   | 1.340.000 | Gravel, buiten    | Ana Ivanović            | Svetlana Koeznetsova | 3-6, 6-4, 7-6 | details |
| 2007-05-07 | Praag              | Tier IV  | 145.000   | Gravel, buiten    | Akiko Morigami          | Marion Bartoli       | 6-1, 6-3      | details |
| 2007-05-14 | Fez                | Tier IV  | 145.000   | Gravel, buiten    | Milagros Sequera        | Aleksandra Wozniak   | 6-1, 6-3      | details |
| 2007-05-14 | Rome               | Tier I   | 1.340.000 | Gravel, buiten    | Jelena Janković         | Svetlana Koeznetsova | 7-5, 6-1      | details |
| 2007-05-21 | Istanbul           | Tier III | 200.000   | Gravel, buiten    | Jelena Dementjeva       | Aravane Rezaï        | 7-6, 3-0 opg. | details |
| 2007-05-21 | Straatsburg        | Tier III | 175.000   | Gravel, buiten    | Anabel Medina Garrigues | Amélie Mauresmo      | 6-4, 4-6, 6-4 | details |
| 2007-05-27 | Roland Garros      | G. Slam  | 8.978.567 | Gravel, buiten    | Justine Henin           | Ana Ivanović         | 6-1, 6-2      | details |
| 2007-06-11 | Barcelona          | Tier IV  | 145.000   | Gravel, buiten    | Meghann Shaughnessy     | Edina Gallovits      | 6-3, 6-2      | details |
| 2007-06-11 | Birmingham         | Tier III | 200.000   | Gras, buiten      | Jelena Janković         | Maria Sjarapova      | 4-6, 6-3, 7-5 | details |
| 2007-06-17 | Rosmalen           | Tier III | 175.000   | Gras, buiten      | Anna Tsjakvetadze       | Jelena Janković      | 7-6, 3-6, 6-3 | details |
| 2007-06-18 | Eastbourne         | Tier II  | 600.000   | Gras, buiten      | Justine Henin           | Amélie Mauresmo      | 7-5, 6-7, 7-6 | details |
| 2007-06-25 | Wimbledon          | G. Slam  | 9.221.372 | Gras, buiten      | Venus Williams          | Marion Bartoli       | 6-4, 6-1      | details |
| 2007-07-16 | Cincinnati         | Tier III | 175.000   | Hardcourt, buiten | Anna Tsjakvetadze       | Akiko Morigami       | 6-1, 6-3      | details |
| 2007-07-16 | Palermo            | Tier IV  | 145.000   | Gravel, buiten    | Ágnes Szávay            | Martina Müller       | 6-0, 6-1      | details |
| 2007-07-23 | Bad Gastein        | Tier III | 175.000   | Gravel, buiten    | Francesca Schiavone     | Yvonne Meusburger    | 6-1, 6-4      | details |
| 2007-07-23 | Stanford           | Tier II  | 600.000   | Hardcourt, buiten | Anna Tsjakvetadze       | Sania Mirza          | 6-3, 6-2      | details |
| 2007-07-30 | San Diego          | Tier I   | 1.340.000 | Hardcourt, buiten | Maria Sjarapova         | Patty Schnyder       | 6-2, 3-6, 6-0 | details |
| 2007-07-30 | Stockholm          | Tier IV  | 145.000   | Hardcourt, buiten | Agnieszka Radwańska     | Vera Doesjevina      | 6-1, 6-1      | details |
| 2007-08-06 | Los Angeles        | Tier II  | 600.000   | Hardcourt, buiten | Ana Ivanović            | Nadja Petrova        | 7-5, 6-4      | details |
| 2007-08-13 | Toronto            | Tier I   | 1.340.000 | Hardcourt, buiten | Justine Henin           | Jelena Janković      | 7-6, 7-5      | details |
| 2007-08-19 | New Haven          | Tier II  | 600.000   | Hardcourt, buiten | Svetlana Koeznetsova    | Ágnes Szávay         | 4-6, 3-0 opg. | details |
| 2007-08-21 | Forest Hills       | Tier IV  | 74.800    | Hardcourt, buiten | Gisela Dulko            | Virginie Razzano     | 6-2, 6-2      | details |
| 2007-08-27 | US Open            | G. Slam  | 9.098.000 | Hardcourt, buiten | Justine Henin           | Svetlana Koeznetsova | 6-1, 6-3      | details |
| 2007-09-10 | Bali               | Tier III | 225.000   | Hardcourt, buiten | Lindsay Davenport       | Daniela Hantuchová   | 6-4, 3-6, 6-2 | details |
| 2007-09-17 | Calcutta           | Tier III | 175.000   | Hardcourt, binnen | Maria Kirilenko         | Marija Koryttseva    | 6-0, 6-2      | details |
| 2007-09-17 | Peking             | Tier II  | 600.000   | Hardcourt, buiten | Ágnes Szávay            | Jelena Janković      | 6-7, 7-5, 6-2 | details |
| 2007-09-17 | Portorož           | Tier IV  | 145.000   | Hardcourt, buiten | Tatiana Golovin         | Katarina Srebotnik   | 2-6, 6-4, 6-4 | details |
| 2007-09-24 | Guangzhou          | Tier III | 175.000   | Hardcourt, buiten | Virginie Razzano        | Tzipora Obziler      | 6-0, 6-3      | details |
| 2007-09-24 | Luxemburg          | Tier II  | 600.000   | Hardcourt, binnen | Ana Ivanović            | Daniela Hantuchová   | 3-6, 6-4, 6-4 | details |
| 2007-09-24 | Seoel              | Tier IV  | 145.000   | Hardcourt, buiten | Venus Williams          | Maria Kirilenko      | 6-3, 1-6, 6-4 | details |
| 2007-10-01 | Stuttgart          | Tier II  | 650.000   | Hardcourt, binnen | Justine Henin           | Tatiana Golovin      | 2-6, 6-2, 6-1 | details |
| 2007-10-01 | Tasjkent           | Tier IV  | 145.000   | Hardcourt, buiten | Pauline Parmentier      | Viktoryja Azarenka   | 7-5, 6-2      | details |
| 2007-10-01 | Japan              | Tier III | 175.000   | Hardcourt, buiten | Virginie Razzano        | Venus Williams       | 4-6, 7-6, 6-4 | details |
| 2007-10-08 | Bangkok            | Tier III | 200.000   | Hardcourt, buiten | Flavia Pennetta         | Chan Yung-jan        | 6-3, 6-1      | details |
| 2007-10-08 | Moskou             | Tier I   | 1.340.000 | Tapijt, binnen    | Jelena Dementjeva       | Serena Williams      | 5-7, 6-1, 6-1 | details |
| 2007-10-15 | Zürich             | Tier I   | 1.340.000 | Hardcourt, binnen | Justine Henin           | Tatiana Golovin      | 6-4, 6-4      | details |
| 2007-10-22 | Linz               | Tier II  | 600.000   | Hardcourt, binnen | Daniela Hantuchová      | Patty Schnyder       | 6-4, 6-2      | details |
| 2007-10-29 | Québec             | Tier III | 175.000   | Hardcourt, binnen | Lindsay Davenport       | Joelija Vakoelenko   | 6-4, 6-1      | details |
| 2007-11-06 | Tour Championships | Masters  | 3.000.000 | Hardcourt, binnen | Justine Henin           | Maria Sjarapova      | 5-7, 7-5, 6-3 | details |

## Damesdubbelspel
| Datum      | Plaats             | Cat.     | ($)       | Ondergrond        | Winnaressen                                    | Verliezend finalistes                          | Uitslag           |
| ---------- | ------------------ | -------- | --------- | ----------------- | ---------------------------------------------- | ---------------------------------------------- | ----------------- |
| 2006-12-31 | Gold Coast         | Tier III | 175.000   | Hardcourt, buiten | Dinara Safina Katarina Srebotnik               | Galina Voskobojeva Iveta Benešová              | 6-3, 6-4          |
| 2007-01-01 | Auckland           | Tier IV  | 145.000   | Hardcourt, buiten | Janette Husárová Paola Suárez                  | Hsieh Su-wei Shikha Uberoi                     | 6-0, 6-2          |
| 2007-01-07 | Hobart             | Tier IV  | 170.000   | Hardcourt, buiten | Jelena Lichovtseva Jelena Vesnina              | Anabel Medina Garrigues Virginia Ruano Pascual | 2-6, 6-1, 6-2     |
| 2007-01-07 | Sydney             | Tier II  | 600.000   | Hardcourt, buiten | Meghann Shaughnessy Anna-Lena Grönefeld        | Marion Bartoli Meilen Tu                       | 6-3, 3-6, 7-6     |
| 2007-01-15 | Australian Open    | G. Slam  | 6.737.973 | Hardcourt, buiten | Cara Black Liezel Huber                        | Chan Yung-jan Chuang Chia-jung                 | 6-4, 6-7, 6-1     |
| 2007-01-29 | Tokio              | Tier I   | 1.340.000 | Tapijt, binnen    | Lisa Raymond Samantha Stosur                   | Vania King Rennae Stubbs                       | 7-6, 3-6, 7-5     |
| 2007-02-05 | Parijs             | Tier II  | 600.000   | Tapijt, binnen    | Cara Black Liezel Huber                        | Gabriela Navrátilová Vladimíra Uhlířová        | 6-2, 6-0          |
| 2007-02-05 | Pattaya            | Tier IV  | 170.000   | Hardcourt, buiten | Nicole Pratt Mara Santangelo                   | Chan Yung-jan Chuang Chia-jung                 | 6-5, 7-6          |
| 2007-02-12 | Antwerpen          | Tier II  | 600.000   | Tapijt, binnen    | Cara Black Liezel Huber                        | Jelena Lichovtseva Jelena Vesnina              | 7-5, 4-6, 6-1     |
| 2007-02-12 | Bangalore          | Tier III | 175.000   | Hardcourt, buiten | Chan Yung-jan Chuang Chia-jung                 | Hsieh Su-wei Alla Koedrjavtseva                | 6-7, 6-2, [11-9]  |
| 2007-02-19 | Bogota             | Tier III | 175.000   | Gravel, buiten    | Lourdes Domínguez Lino Paola Suárez            | Flavia Pennetta Roberta Vinci                  | 1-6, 6-3, [11-9]  |
| 2007-02-19 | Dubai              | Tier II  | 1.500.000 | Hardcourt, buiten | Cara Black Liezel Huber                        | Svetlana Koeznetsova Alicia Molik              | 7-6, 6-4          |
| 2007-02-19 | Memphis            | Tier III | 175.000   | Hardcourt, binnen | Nicole Pratt Bryanne Stewart                   | Jarmila Gajdošová Akiko Morigami               | 7-5, 4-6, [10-5]  |
| 2007-02-26 | Acapulco           | Tier III | 180.000   | Gravel, buiten    | Lourdes Domínguez Lino Arantxa Parra Santonja  | Émilie Loit Nicole Pratt                       | 6-3, 6-3          |
| 2007-02-26 | Doha               | Tier II  | 1.340.000 | Hardcourt, buiten | Martina Hingis Maria Kirilenko                 | Ágnes Szávay Vladimíra Uhlířová                | 6-1, 6-1          |
| 2007-03-07 | Indian Wells       | Tier I   | 2.100.000 | Hardcourt, buiten | Lisa Raymond Samantha Stosur                   | Chan Yung-jan Chuang Chia-jung                 | 6-3, 7-5          |
| 2007-03-21 | Miami              | Tier I   | 3.450.000 | Hardcourt, buiten | Lisa Raymond Samantha Stosur                   | Cara Black Liezel Huber                        | 6-4, 3-6, [10-2]  |
| 2007-04-02 | Amelia Island      | Tier II  | 600.000   | Gravel, buiten    | Mara Santangelo Katarina Srebotnik             | Anabel Medina Garrigues Virginia Ruano Pascual | 6-3, 7-6          |
| 2007-04-09 | Charleston         | Tier I   | 1.340.000 | Gravel, buiten    | Yan Zi Zheng Jie                               | Peng Shuai Sun Tiantian                        | 7-5, 6-0          |
| 2007-04-23 | Boedapest          | Tier III | 175.000   | Gravel, buiten    | Ágnes Szávay Vladimíra Uhlířová                | Martina Müller Gabriela Navrátilová            | 7-5, 6-2          |
| 2007-04-30 | Estoril            | Tier IV  | 145.000   | Gravel, buiten    | Andreea Ehritt-Vanc Anastasia Rodionova        | Lourdes Domínguez Lino Arantxa Parra Santonja  | 6-3, 6-2          |
| 2007-04-30 | Warschau           | Tier II  | 600.000   | Gravel, buiten    | Tetjana Perebyjnis Vera Doesjevina             | Jelena Lichovtseva Jelena Vesnina              | 7-5, 3-6, [10-2]  |
| 2007-05-07 | Berlijn            | Tier I   | 1.340.000 | Gravel, buiten    | Lisa Raymond Samantha Stosur                   | Tathiana Garbin Roberta Vinci                  | 6-3, 6-4          |
| 2007-05-07 | Praag              | Tier IV  | 145.000   | Gravel, buiten    | Petra Cetkovská Andrea Hlaváčková              | Ji Chunmei Sun Shengnan                        | 7-6, 6-2          |
| 2007-05-14 | Fez                | Tier IV  | 145.000   | Gravel, buiten    | Vania King Sania Mirza                         | Andreea Ehritt-Vanc Anastasia Rodionova        | 6-1, 6-2          |
| 2007-05-14 | Rome               | Tier I   | 1.340.000 | Gravel, buiten    | Nathalie Dechy Mara Santangelo                 | Tathiana Garbin Roberta Vinci                  | 6-4, 6-1          |
| 2007-05-21 | Istanbul           | Tier III | 200.000   | Gravel, buiten    | Agnieszka Radwańska Urszula Radwańska          | Chan Yung-jan Sania Mirza                      | 6-1, 6-3          |
| 2007-05-21 | Straatsburg        | Tier III | 175.000   | Gravel, buiten    | Yan Zi Zheng Jie                               | Alicia Molik Sun Tiantian                      | 6-3, 6-4          |
| 2007-05-27 | Roland Garros      | G. Slam  | 8.978.567 | Gravel, buiten    | Alicia Molik Mara Santangelo                   | Katarina Srebotnik Ai Sugiyama                 | 7-6, 6-4          |
| 2007-06-11 | Barcelona          | Tier IV  | 145.000   | Gravel, buiten    | Nuria Llagostera Vives Arantxa Parra Santonja  | Lourdes Domínguez Lino Flavia Pennetta         | 7-6, 2-6, [12-10] |
| 2007-06-11 | Birmingham         | Tier III | 200.000   | Gras, buiten      | Chan Yung-jan Chuang Chia-jung                 | Sun Tiantian Meilen Tu                         | 7-6, 6-3          |
| 2007-06-17 | Rosmalen           | Tier III | 175.000   | Gras, buiten      | Chan Yung-jan Chuang Chia-jung                 | Anabel Medina Garrigues Virginia Ruano Pascual | 7-5, 6-2          |
| 2007-06-18 | Eastbourne         | Tier II  | 600.000   | Gras, buiten      | Lisa Raymond Samantha Stosur                   | Květa Peschke Rennae Stubbs                    | 6-7, 6-4, 6-3     |
| 2007-06-25 | Wimbledon          | G. Slam  | 9.221.372 | Gras, buiten      | Cara Black Liezel Huber                        | Katarina Srebotnik Ai Sugiyama                 | 3-6, 6-3, 6-2     |
| 2007-07-16 | Cincinnati         | Tier III | 175.000   | Hardcourt, buiten | Bethanie Mattek Sania Mirza                    | Alina Zjidkova Tatjana Poetsjek                | 7-6, 7-5          |
| 2007-07-16 | Palermo            | Tier IV  | 145.000   | Gravel, buiten    | Marija Koryttseva Darija Koestova              | Alice Canepa Karin Knapp                       | 6-4, 6-1          |
| 2007-07-23 | Bad Gastein        | Tier III | 175.000   | Gravel, buiten    | Lucie Hradecká Renata Voráčová                 | Ágnes Szávay Vladimíra Uhlířová                | 6-3, 7-5          |
| 2007-07-23 | Stanford           | Tier II  | 600.000   | Hardcourt, buiten | Sania Mirza Shahar Peer                        | Viktoryja Azarenka Anna Tsjakvetadze           | 6-4, 7-6          |
| 2007-07-30 | San Diego          | Tier I   | 1.340.000 | Hardcourt, buiten | Cara Black Liezel Huber                        | Viktoryja Azarenka Anna Tsjakvetadze           | 7-5, 6-4          |
| 2007-07-30 | Stockholm          | Tier IV  | 145.000   | Hardcourt, buiten | Anabel Medina Garrigues Virginia Ruano Pascual | Chan Chin-wei Tetiana Luzhanska                | 6-1, 5-7, [10-6]  |
| 2007-08-06 | Los Angeles        | Tier II  | 600.000   | Hardcourt, buiten | Květa Peschke Rennae Stubbs                    | Alicia Molik Mara Santangelo                   | 6-0, 6-1          |
| 2007-08-13 | Toronto            | Tier I   | 1.340.000 | Hardcourt, buiten | Katarina Srebotnik Ai Sugiyama                 | Cara Black Liezel Huber                        | 6-4, 2-6, [10-5]  |
| 2007-08-19 | New Haven          | Tier II  | 600.000   | Hardcourt, buiten | Sania Mirza Mara Santangelo                    | Cara Black Liezel Huber                        | 6-1, 6-2          |
| 2007-08-27 | US Open            | G. Slam  | 9.098.000 | Hardcourt, buiten | Nathalie Dechy Dinara Safina                   | Chan Yung-jan Chuang Chia-jung                 | 6-4, 6-2          |
| 2007-09-10 | Bali               | Tier III | 225.000   | Hardcourt, buiten | Ji Chunmei Sun Shengnan                        | Jill Craybas Natalie Grandin                   | 6-3, 6-2          |
| 2007-09-17 | Calcutta           | Tier III | 175.000   | Hardcourt, binnen | Vania King Alla Koedrjavtseva                  | Alberta Brianti Marija Koryttseva              | 6-1, 6-4          |
| 2007-09-17 | Peking             | Tier II  | 600.000   | Hardcourt, buiten | Chuang Chia-jung Hsieh Su-wei                  | Han Xinyun Xu Yifan                            | 7-6, 6-3          |
| 2007-09-17 | Portorož           | Tier IV  | 145.000   | Hardcourt, buiten | Lucie Hradecká Renata Voráčová                 | Andreja Klepač Jelena Lichovtseva              | 5-7, 6-4, [10-7]  |
| 2007-09-24 | Guangzhou          | Tier III | 175.000   | Hardcourt, buiten | Peng Shuai Yan Zi                              | Vania King Sun Tiantian                        | 6-3, 6-4          |
| 2007-09-24 | Luxemburg          | Tier II  | 600.000   | Hardcourt, binnen | Iveta Benešová Janette Husárová                | Viktoryja Azarenka Shahar Peer                 | 6-4, 6-2          |
| 2007-09-24 | Seoel              | Tier IV  | 145.000   | Hardcourt, buiten | Chuang Chia-jung Hsieh Su-wei                  | Eléni Daniilídou Jasmin Wöhr                   | 6-2, 6-2          |
| 2007-10-01 | Stuttgart          | Tier II  | 650.000   | Hardcourt, binnen | Květa Peschke Rennae Stubbs                    | Chan Yung-jan Dinara Safina                    | 6-7, 7-6, [10-2]  |
| 2007-10-01 | Tasjkent           | Tier IV  | 145.000   | Hardcourt, buiten | Katsjarina Dzehalevitsj Anastasija Jakimava    | Tatjana Poetsjek Anastasia Rodionova           | 2-6, 6-4, 10-7    |
| 2007-10-01 | Japan              | Tier III | 175.000   | Hardcourt, buiten | Sun Tiantian Yan Zi                            | Chuang Chia-jung Vania King                    | 1-6, 6-2, [10-6]  |
| 2007-10-08 | Bangkok            | Tier III | 200.000   | Hardcourt, buiten | Sun Tiantian Yan Zi                            | Ayumi Morita Junri Namigata                    | walk-over         |
| 2007-10-08 | Moskou             | Tier I   | 1.340.000 | Tapijt, binnen    | Cara Black Liezel Huber                        | Viktoryja Azarenka Tatjana Poetsjek            | 4-6, 6-1, [10-7]  |
| 2007-10-15 | Zürich             | Tier I   | 1.340.000 | Hardcourt, binnen | Květa Peschke Rennae Stubbs                    | Lisa Raymond Francesca Schiavone               | 7-5, 7-6          |
| 2007-10-22 | Linz               | Tier II  | 600.000   | Hardcourt, binnen | Cara Black Liezel Huber                        | Katarina Srebotnik Ai Sugiyama                 | 6-2, 2-6, [10-8]  |
| 2007-10-29 | Québec             | Tier III | 175.000   | Hardcourt, binnen | Christina Fusano Raquel Kops-Jones             | Stéphanie Dubois Renata Voráčová               | 6-2, 7-66         |
| 2007-11-06 | Tour Championships | Masters  | 3.000.000 | Hardcourt, binnen | Cara Black Liezel Huber                        | Katarina Srebotnik Ai Sugiyama                 | 5-7, 6-3, [10-8]  |

## Gemengd dubbelspel
| Datum      | Plaats            | Cat.       | ($)       | Ondergrond        | Winnaars                         | Verliezend finalisten                 | Uitslag       |         |
| ---------- | ----------------- | ---------- | --------- | ----------------- | -------------------------------- | ------------------------------------- | ------------- | ------- |
| 2006-12-30 | Hopman Cup, Perth | Exhibition | 1.000.000 | Hardcourt, binnen | Nadja Petrova Dmitri Toersoenov  | Anabel Medina Garrigues Tommy Robredo | 2-0           | details |
| 2007-01-15 | Australian Open   | G. Slam    |           | Hardcourt, buiten | Jelena Lichovtseva Daniel Nestor | Viktoryja Azarenka Maks Mirni         | 6-4, 6-4      | details |
| 2007-05-28 | Roland Garros     | G. Slam    |           | Gravel, buiten    | Nathalie Dechy Andy Ram          | Katarina Srebotnik Nenad Zimonjić     | 7-5, 6-3      | details |
| 2007-06-25 | Wimbledon         | G. Slam    |           | Gras, buiten      | Jelena Janković Jamie Murray     | Alicia Molik Jonas Björkman           | 6-4, 3-6, 6-1 | details |
| 2007-08-27 | US Open           | G. Slam    |           | Hardcourt, buiten | Viktoryja Azarenka Maks Mirni    | Meghann Shaughnessy Leander Paes      | 6-4, 7-66     | details |

## Fed Cup
| Datum      | Plaats | Ondergrond        | Winnaressen                                                         | Verliezend finalistes                                             | Uitslag |         |
| ---------- | ------ | ----------------- | ------------------------------------------------------------------- | ----------------------------------------------------------------- | ------- | ------- |
| 2007-09-15 | Moskou | Hardcourt, binnen | Svetlana Koeznetsova Anna Tsjakvetadze Nadja Petrova Jelena Vesnina | Francesca Schiavone Mara Santangelo Roberta Vinci Flavia Pennetta | 4-0     | details |

## Primeurs
Speelsters die in 2007 hun eerste WTA-enkelspeltitel wonnen:
- Sybille Bammer (Oostenrijk) in Pattaya, Thailand
- Jaroslava Sjvedova (Rusland) in Bangalore, India
- Roberta Vinci (Italië) in Bogota, Colombia
- Tatiana Golovin (Frankrijk) in Amelia Island, VS
- Gisela Dulko (Argentinië) in Boedapest, Hongarije
- Gréta Arn (Hongarije) in Estoril, Portugal
- Akiko Morigami (Japan) in Praag, Tsjechië
- Milagros Sequera (Venezuela) in Fez, Marokko
- Ágnes Szávay (Hongarije) in Palermo, Italië
- Francesca Schiavone (Italië) in Bad Gastein, Oostenrijk
- Agnieszka Radwańska (Polen) in Stockholm, Zweden
- Virginie Razzano (Frankrijk) in Guangzhou, China
- Pauline Parmentier (Frankrijk) in Tasjkent, Oezbekistan

## Statistieken toernooien

### Toernooien per ondergrond
| Ondergrond   | Aantal | Buiten/binnen | Aantal |
| ------------ | ------ | ------------- | ------ |
| Hardcourt    | 36     | buiten        | 28     |
| Hardcourt    | 36     | binnen        | 8      |
| Gravel       | 16     | buiten        | 16     |
| Gravel       | 16     | binnen        | 0      |
| Gras         | 4      | buiten        | 4      |
| Groen gravel | 1      | buiten        | 1      |
| Tapijt       | 4      | binnen        | 4      |
| Totaal       | 61     |               |        |

## Bron
- (en)  Archief WTA-Tour

1971 · 1972 · 1973 · 1974 · 1975 · 1976 · 1977 · 1978 · 1979 · 1980 · 1981 · 1982 · 1983 · 1984 · 1985 · 1986 · 1987 · 1988 · 1989 · 1990 · 1991 · 1992 · 1993 · 1994 · 1995 · 1996 · 1997 · 1998 · 1999 · 2000 · 2001 · 2002 · 2003 · 2004 · 2005 · 2006 · 2007 · 2008 · 2009 · 2010 · 2011 · 2012 · 2013 · 2014 · 2015 · 2016 · 2017 · 2018 · 2019 · 2020 · 2021 · 2022 · 2023 · 2024 · 2025